# Ernie Caceres

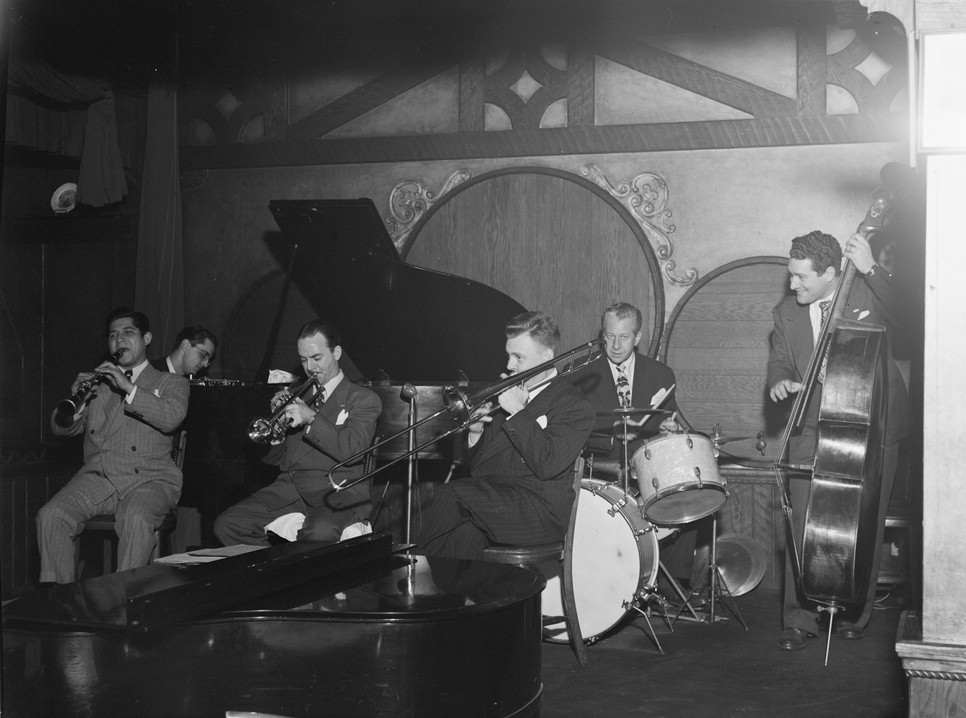
Von links: Ernie Caceres, Bobby Hackett, Freddie Ohms und George Wettling, Nick's, NYC, 1940er Jahre.
Fotografie von William P. Gottlieb.

Ernesto „Ernie“ Caceres (* 22. November 1911 in Rockport in  Texas; † 10. Januar 1971 in San Antonio, Texas) war ein US-amerikanischer Jazz-Saxophonist (Bariton-, aber auch Tenor- und Altsaxophon) und Klarinettist des Oldtime Jazz und Swing.

## Leben und Wirken
Caceres spielte ab 1928 professionell in lokalen Bands in Texas- zunächst als Gitarrist –  und danach mit seinem Bruder Emilio Caceres, einem Geiger im mexikanischen „Norteño“ Stil, in Detroit und New York. Auch sein Bruder Pinero war Musiker (Pianist, Trompeter). Im Sommer 1938 spielte Caceres bei Bobby Hackett und 1939 Tenorsaxophon bei Jack Teagarden. 1940 bis 1942 war er in der Glenn Miller Band (zweites Altsaxophon), mit der er auch in den Filmen „Sun Valley Serenade“ und „Orchestra Wives“ auftrat. Danach spielte er bei Johnny Long, Benny Goodman, Tommy Dorsey und Woody Herman, bevor er 1945 eingezogen wurde. Nach der Entlassung spielte er in New York im „Nick’s“, in der Band des Trompeters Billy Butterfield und häufig bis in die 1950er Jahre mit Eddie Condon, arbeitete aber vor allem als Studiomusiker. 1949 leitete er ein eigenes Quartett im New Yorker „Hickory Log“.  In den 1950er Jahren spielte er auch regelmäßig im Gary Moore Orchestra im Fernsehen und mit Bobby Hackett (im „Henry Hudson Hotel“ 1956). Anfang der 1960er Jahre spielte er wieder mit Billy Butterfield, trat häufig auf Jazzfestivals auf und zog dann 1964 zurück nach San Antonio in Texas, wo er in lokalen Bands spielte, u. a. mit seinem Bruder Emilio sowie in der „Riverwalk Band“ von Jim Cullum  im „The Landing“ (Cullum’s Club) in San Antonio. 1971 starb er an Kehlkopfkrebs.
Caceres war ein gefragter Sideman, der neben den oben genannten auch u. a. mit Louis Armstrong, Sidney Bechet, Roy Eldridge, Ella Fitzgerald, Dizzy Gillespie, Hot Lips Page und Muggsy Spanier auf. Caceres spielte viele Instrumente, ist aus seiner Swing-Zeit aber vor allem als Baritonsaxophonist bekannt. Unter eigenem Namen spielte er nur eine LP ein (mit seinem geigenspielenden Bruder Emilio), weitere Beispiele seiner Spielweise findet man auch auf mehreren Doppel-CDs von Eddie Condons Town-Hall-Konzerten.
Seine Enkel David und Anthony arbeiten ebenfalls als Jazzmusiker in Houston.

## Diskographische Hinweise
- Hot Swing Fiddle Classics – (Folklyric 9025 - 1979) mit Ernie Caceres cl&bs, Emilio Caceres violin, Johnny Gomes g – rec. 1937 (weitere Titel mit Stuff Smith rec. 1936 und Svend Asmussen re.: 1940 & 1943)
- Ernie & Emilio Caceres – (Audiophile LP-AP 101 - 1969) mit Emilio Caceres violin, Cliff Gilette p, Curly Williams g, George Pryor b, Joe Cortez jun. dm